# ヴァイキングライン

ロゴ

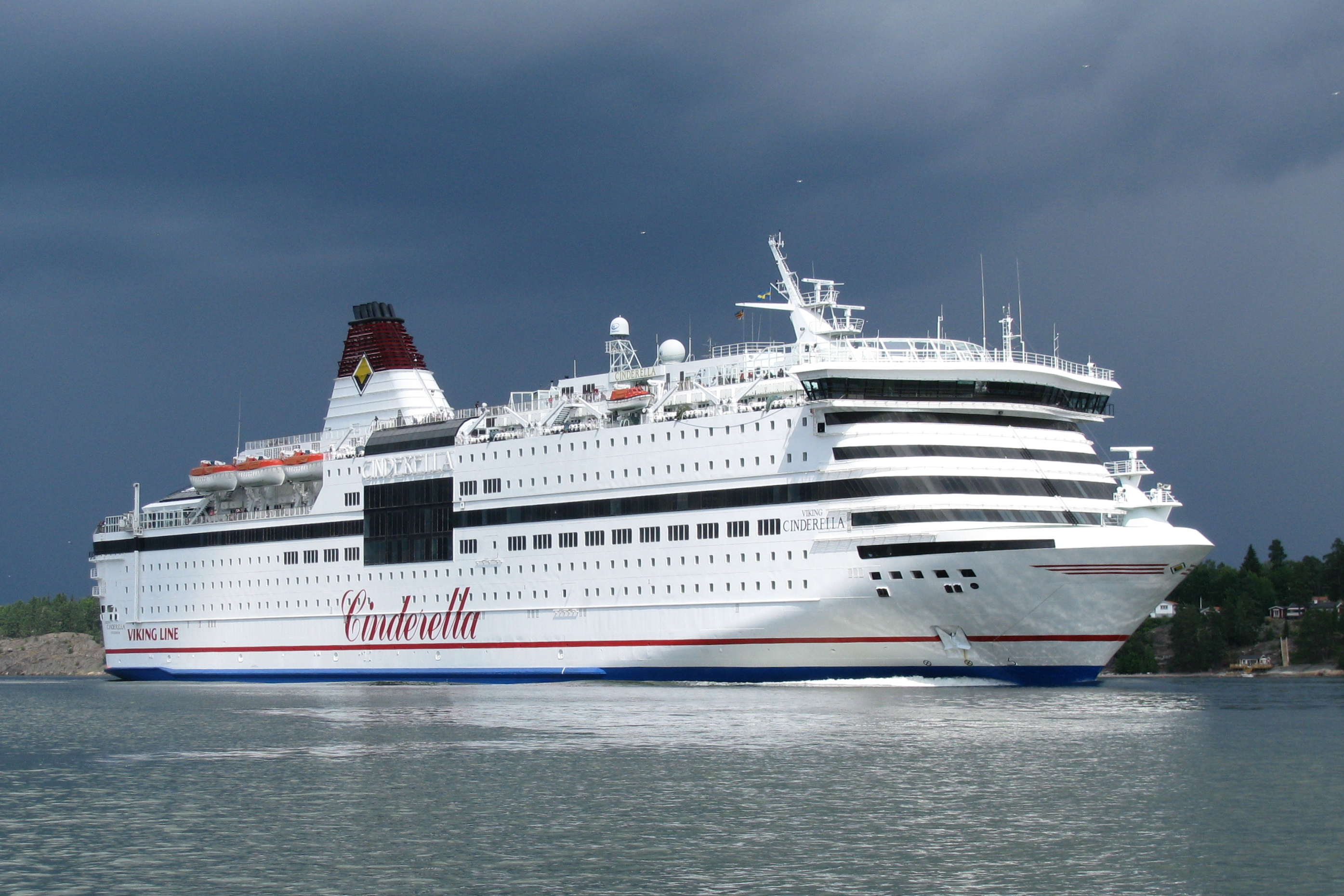
ストックホルム港のヴァイキングシンデレラ号

ヴァイキングライン（Viking Line）は、フィンランドの大手船会社。大型のフェリーをヘルシンキを中心にマリエハムンなどオーランド諸島やスウェーデン、エストニアに就航させている。本社はフィンランド領オーランド諸島の都市マリエハムン。

## 歴史
会社の歴史は1959年に始まる。オーランド諸島出身のビジネスマンたちが、イギリスからカーフェリーを買い入れて、マリエハムンからフィンランドやスウェーデンに就航させた。一方、スウェーデンのゴットランド島を本拠地とする船会社も同じ年に発足し、スウェーデン－マリエハムン間にフェリーの運航を始めた。1963年にはゴットランド島の船会社から分離した人々が、別の会社を立ち上げ、同じ区間にフェリーを就航させた。
過当競争に陥るのを恐れたこれら3社は、共同のマーケティング会社を1960年代半ばに立ち上げ、1970年代にはバルト海地域で最大手だったフィンランドのシリヤラインに匹敵するまでに成長した。

## 船舶

### 現在就航中の船舶
| 船名                             | 建造年 | 就役年 | 運航区間                                                                                              | 総トン数   | 船籍         | 注釈                                                                         |
| -------------------------------- | ------ | ------ | --- | ---------- | ------------ | ---------------------------------------------------------------------------- |
| アモレラ（英語）                 | 1988   | 1988   | トゥルク–マリエハムン/Långnäs–ストックホルム                                                          | 34,384トン | フィンランド |                                                                              |
| ガブリエラ（英語）               | 1992   | 1997   | ヘルシンキ–マリエハムン–ストックホルム                                                                | 35,492トン | フィンランド | ex-Frans Suell for Euroway, ex-Silja Scandinavia for Silja Line              |
| イザベラ（英語）                 | 1989   | 1989   | トゥルク–マリエハムン/Långnäs–ストックホルム                                                          | 35,154トン | フィンランド | 2013年1月にヴァイキング・グレースに置き換えられ、ヘルシンキ - タルン航路に。 |
| マリエラ（英語）                 | 1985   | 1985   | ヘルシンキ–マリエハムン–ストックホルム                                                                | 37,799トン | フィンランド |                                                                              |
| ヴァイキング・ロゼラ（英語）     | 1980   | 1980   | マリエハムン–カペルシャー                                                                             | 16,879トン | スウェーデン |                                                                              |
| ヴァイキング・シンデレラ（英語） | 1989   | 1989   | ストックホルム–マリエハムン (one-day cruises) ストックホルム–リガ (夏季) ストックホルム–タリン (夏季) | 46,398トン | スウェーデン | 以前の船名はシンデレラ、2003年にヴァイキング・シンデレラに改称。             |
| ヴァイキングXPRS（英語）         | 2008   | 2008   | ヘルシンキ–タリン                                                                                     | 35,918トン | スウェーデン |                                                                              |
| ヴァイキング・グレース           | 2012   | 2013   | トゥルク–マリエハムン–ストックホルム                                                                  | 57,565トン | フィンランド |                                                                              |
| ヴァイキング・グローリー         | 2021   | 2022   | トゥルク–マリエハムン–ストックホルム                                                                  | 65,211トン | フィンランド |                                                                              |